# 1976 aux Territoires du Nord-Ouest
Chronologie des Territoires du Nord-Ouest
- 1972
- 1973
- 1974
- 1975
- 1976
- 1977
- 1978
- 1979
- 1980

Cette page concerne les événements survenus en 1976 dans le territoire canadien des Territoires du Nord-Ouest.

## Politique
- Premier ministre : Stuart Milton Hodgson (Commissaire en gouvernement)
- Commissaire :
- Législature :

## Événements
- La population du territoire est de 42 610 habitants[réf. souhaitée].